# Козница (тунел)
Вижте пояснителната страница за други значения на Козница.
„Козница“ e железопътен тунел в Централна България.
Намира се на железопътната линия София – Бургас, на територията на общините Копривщица и Карлово, между жп гари Копривщица (общ. Копривщица) и Стряма (общ. Карлово), обслужващи съответно градовете Копривщица и Клисура.
Тунелът преминава под рида Козница, свързващ Стара планина и Същинска Средна гора. „Козница“ е най-дългият железопътен тунел в страната. Има дължина 5812 m (според някои източници – 5808 m), която с влак се изминава за 6 минути.
Строежът на тунела започва през 1949 г. Окончателно е завършен на 6 юни 1951 г. Прокопан е от Трудови войски под ръководството на капитан Атанас Панайотов, а ръководители на обекта са инж. Никола Коларов, син на Васил Коларов и Георгий Синюк.
Строежът на тунела играе важна роля в пропагандата на комунистическия режим, като строителите дават публични обещания лично на диктатора Вълко Червенков той да бъде пуснат в експлоатация предсрочно. Това става причина за пренебрегване на изискванията за безопасност и на 21 септември 1950 година в тунела става тежка авария, при която загиват 9 души.
В началото на 2020 г. започват строителните работи по модернизацията на „Козница“.